# Samia Hireche
Samia Hireche (sinh ngày 26 tháng 8 năm 1976) là một tay chèo người Algérie. Cô đã tham gia cuộc thi sculls đơn nữ tại Thế vận hội Mùa hè 1996 ở Atlanta và Thế vận hội Mùa hè 2000 ở Sydney.